# ناوه (رودبار)
ناوه ، روستایی از توابع بخش عمارلو شهرستان رودبار در استان گیلان ایران است.

## جمعیت
این روستا در دهستان کلیشم قرار دارد و براساس سرشماری مرکز آمار ایران در سال ۱۳۸۵، جمعیت آن ۱۴۹ نفر (۴۱خانوار) بوده است.

## زبان
مردم روستای ناوه به زبان تاتی تکلم می‌کنند.